# Francisco Javier Cienfuegos Jovellanos
Francisco Javier Cienfuegos Jovellanos  (Oviedo, 12 de marzo de 1766-Alicante, 21 de junio de 1847) fue un sacerdote, obispo y cardenal español.

## Biografía
Fue hijo del Conde de Marcel de Peñalba, Baltasar González Cienfuegos. Su madre Benita Antonia Jovellanos era hermana del ilustrado Gaspar Melchor de Jovellanos y del arzobispo de Sevilla Alonso Marcos de Llanes Argüelles. Realizó sus estudios eclesiásticos en Sevilla, se ordenó como sacerdote en 1789 y alcanzó el grado de doctor en Teología en 1794.  El 21 de febrero de 1819 fue nombrado Obispo de Cádiz, durante su periodo en esta ciudad se mostró firme partidario del absolutismo, obstruyó en todo momento cualquier intento de reforma liberal y publicó una pastoral en la que atacó duramente el levantamiento de Riego a favor de la constitución de 1812.
El 26 de octubre de 1824 fue nombrado Arzobispo de Sevilla y el 13 de marzo de 1826 recibió el nombramiento de Cardenal con el título de Santa María del Popolo por el Papa León XII. En el año 1836, debido a su apoyo al carlismo fue desterrado a Alicante, donde falleció el 21 de junio de 1847, sin que llegara a reincorporarse a su sede episcopal a pesar de que se levantó el castigo del destierro en enero de 1844.  
Sus restos mortales fueron trasladados a Sevilla en 1867 y se encuentran enterrados en un mausoleo neogótico situado en la Capilla de la Concepción Grande de la Catedral de Sevilla. Fue hermano del teniente general José María Ignacio González de Cienfuegos Jovellanos, capitán general de Cuba.
| Predecesor: Romualdo Mon y Velarde    | Arzobispo de Sevilla 1824-1847 | Sucesor: Judas Tadeo José Romo y Gamboa |
| Predecesor: Juan Acisclo Vera Delgado | Obispo de Cádiz 1819-1824      | Sucesor: Domingo de Silos Moreno        |